# Kaylee
Kaylee is een van oorsprong Ierse en Engelse voornaam voor vrouwen. De betekenis van de naam is onzeker.
De naam is mogelijk afgeleid van de Ierse familienaam Kayley, uit het Gaelisch Caollaidhe van caol met als betekenis "slank". De naam kan ook een samentrekking zijn van de voornamen Kay (een afleiding van de naam Gaius) en de naam Lee (een verkorting van Leo). Er wordt ook weleens verondersteld dat de naam afkomstig zou zijn van het Goidelische woord céilidh, een feest in Ierland en Schotland.
De naam lijkt sterk op de voornamen Kelly, Kayla, Kayleigh en Kylie, maar al deze namen hebben mogelijk een andere etymologie.

## Bekende naamdragers
- Kaylee DeFer, Amerikaans actrice